# ギリシャの世界遺産
ギリシャの世界遺産（ギリシャのせかいいさん）はユネスコの世界遺産に登録されているギリシャ国内の文化・自然遺産の一覧。

## 文化遺産
- バッサイのアポロ・エピクリウス神殿 - （1986年）
- デルフィの考古遺跡 - （1987年）
- アテナイのアクロポリス - （1987年）
- テッサロニキの初期キリスト教とビザンティン様式の建造物群 - （1988年）
- アスクレピオスの聖地エピダウロス - （1988年）
- ロードスの中世都市 - （1988年）
- ミストラスの考古遺跡（ミストラ遺跡） - （1989年）
- オリンピアの考古遺跡 - （1989年）
- デロス島 - （1990年）
- ダフニ修道院、オシオス・ルカス修道院、ヒオス島のネア・モニ修道院 - （1990年）
- サモス島のピタゴリオとヘーラー神殿 - （1992年）
- アイガイ（現ヴェルギナ）の考古遺跡 - （1996年）
- ミケーネとティリンスの考古遺跡群 - （1999年）
- 神学者聖ヨハネ修道院と黙示録の洞窟を含むパトモス島の歴史地区 (ホーラ) - （1999年）
- ケルキラ歴史地区（コルフ歴史地区）-（2007年）
- ピリッポイの考古遺跡 -（2016年）

## 複合遺産
- アトス山 - （1988年）
- メテオラ - （1988年）